# Jaime Faivovich
Jaime Faivovich Waissbluth (Santiago, 28 de septiembre de 1925-Ciudad de México, 3 de enero de 1985) fue un abogado y político chileno que se desempeñó como intendente de la provincia de Santiago entre 1972 y 1973 y subsecretario de Transportes en este último año, durante el gobierno de Salvador Allende.

## Biografía
Nació en Santiago el 28 de septiembre de 1925. Luego de estudiar Derecho y titularse de abogado en la Universidad de Chile —obteniendo el grado de licenciado mediante la memoria titulada Teoría marxista de las crisis económicas—, inició su carrera política desempeñándose como secretario general del Frente de Acción Popular (FRAP) en 1959, siendo reelegido en dicho cargo el 10 de septiembre del mismo año.
Hacia 1966 Faivovich se desempeñaba como abogado asesor de la Confederación de Trabajadores del Cobre (CTC), y en la misma década fue funcionario del Senado y participó como redactor y miembro del Consejo de Redacción de la revista Punto final.
En noviembre de 1970, una vez asumido Salvador Allende como presidente de Chile, Faivovich fue nombrado fiscal de la Corporación del Cobre (Codelco); en dicho cargo le correspondió defender los intereses del Estado chileno durante el proceso de nacionalización del cobre. El 16 de noviembre de 1972 asumió como intendente de la provincia de Santiago en reemplazo de Waldo Fortín, quien se encontraba en calidad de interino luego de la destitución de Alfredo Joignant Muñoz el 2 de noviembre producto de una acusación constitucional. Faivovich también sería objeto de una acusación constitucional, aprobada por el Senado el 25 de abril de 1973 en la que se responsabilizaba al intendente por los incidentes ocurridos el 16 de marzo en una toma de terrenos en la comuna de La Reina y que dejó a dos integrantes del Comando Rolando Matus fallecidos.
El 18 de junio de 1973 Jaime Faivovich asumió como subsecretario de Transportes. En dicho cargo le correspondió afrontar un paro de camioneros iniciado el 26 de julio y ante el cual fue nombrado interventor general, procediendo a la requisición de distintos camiones, lo cual acrecentó el conflicto con los transportistas, quienes pasaron a exigir dentro de su petitorio la renuncia de Faivovich como subsecretario, la que fue aceptada por el presidente Allende el 18 de agosto.
Tras el golpe de Estado del 11 de septiembre de 1973, Jaime Faivovich y su esposa, Lucy Baltiansky Grinstein, se asilaron en la embajada de México en Santiago de Chile, y fueron exiliados a dicho país: Lucy y su hija Karen tomaron un vuelo hacia México el 19 de enero de 1974 y Jaime el 2 de junio del mismo año. Faivovich falleció en Ciudad de México el 3 de enero de 1985.